# Ротаційний механізм (хімія)
Ротаційний механізм (англ. rotation mechanism) — у стереохімії — механізм взаємоперетворення конформерів, що включає обертання групи навколо одинарного зв'язку. Допускається і у випадку кратного зв'язку, наприклад як один з можливих механізмів (E)—(Z)-ізомеризації, хоча тут попередньо передбачається диполярний або бірадикальний перехідний стан, в якому й утворюється інвертований ізомер.